# Buaran (Pekalongan Selatan)
Buaran is een bestuurslaag in het regentschap Pekalongan van de provincie Midden-Java, Indonesië. Buaran telt 3188 inwoners (volkstelling 2010).